# Gu Hara
Gu Hara (* 13. Januar 1991 in Gwangju; † 24. November 2019 in Seoul) war eine südkoreanische Popsängerin. Sie war Mitglied der Girlgroup Kara und danach als Sängerin vor allem in Japan aktiv.

## Leben
Als Kim Sung-hee die Girlgroup Kara verließ, wurde Gu 2008 ein neues Mitglied der Popgruppe. Ab Oktober 2009 vertrat sie die Gruppe dann in der Reality-Show Invincible Youth (청춘불패 Cheongchun Bulpae). 2011 gab sie ihr Schauspieldebüt als Präsidententochter in der Fernsehserie City Hunter und in der japanischen Serie URAKARA.
Im Januar 2016 verließ sie ihre Unterhaltungsagentur DSP Media und damit auch Kara. Anschließend unterzeichnete sie einen Vertrag bei KeyEast Entertainment.
2018 verklagte Gu ihren Ex-Freund, der sie mit der Drohung der Veröffentlichung eines Sexvideos erpresst hatte. Er wurde daraufhin zu drei Jahren Haft verurteilt.
Im Mai 2019 beging Gu einen Suizidversuch. Sie wurde rechtzeitig gefunden und ins Krankenhaus gebracht. Am 13. November erschien in Japan ihre Single Midnight Queen. Elf Tage später, am 24. November, wurde sie in ihrem Haus in Gangnam tot aufgefunden. Sie hinterließ einen Abschiedsbrief. Die Polizei verzichtete nach Rücksprache mit Gus Familie auf eine Obduktion und beendete die Ermittlungen, da es keine Hinweise auf Fremdeinwirken gibt und deutliche Anzeichen für einen Suizid.

## Diskografie

### EPs
- 2015: Alohara (Can You Feel It?)

### Singles
- 2012: Secret Love (시크릿 러브)
- 2013: Magic of Love (사랑의 마법 Sarang-ui Mabeop)
- 2015: Choco Chip Cookies
- 2015: How About Me? (어때 Eottae)
- 2018: Wild
- 2019: Midnight Queen

## Filmografie
- 2011: City Hunter (시티헌터)
- 2011: URAKARA
- 2013: Galileo 2 (ガリレオ)
- 2014: Secret Love
- 2017: Sound of a Footstep